# Gonaphodiellus castanescens
Gonaphodiellus castanescens är en skalbaggsart som beskrevs av Rudolph Petrovitz 1973. Gonaphodiellus castanescens ingår i släktet Gonaphodiellus och familjen Aphodiidae. Inga underarter finns listade i Catalogue of Life.